# دیوید بابونسکی
دیوید بابونسکی (مقدونی: Давид Бабунски؛ زادهٔ ۱ مارس ۱۹۹۴) بازیکن فوتبال اهل جمهوری مقدونیه است.
از باشگاه‌هایی که در آن بازی کرده‌است می‌توان به باشگاه فوتبال بارسلونا بی، باشگاه فوتبال ستاره سرخ بلگراد، باشگاه فوتبال یوکوهاما مارینوس اشاره کرد.